# Eleccions municipals de 2019 a Ripoll
Les eleccions municipals de 2019 a Ripoll van ser unes eleccions locals que es van celebrar el diumenge 26 de maig de 2019 a Ripoll, com a part de les eleccions municipals espanyoles, per a elegir els 17 regidors de l'Ajuntament de Ripoll. El sistema electoral fa servir la regla D'Hondt amb representació proporcional, llistes tancades i una barrera electoral del 5% dels vots.

## Sistema electoral
En les eleccions municipals, la circumscripció electoral és en l'àmbit municipal i el nombre d'escons (o sigui, regidors) a triar del municipi es determina en funció del nombre d'habitants censats en aquest municipi. En el cas de Ripoll, al tenir 7.980 persones censades, l'hi correspon 17 regidors.
Les eleccions als ajuntaments de l'Estat espanyol estan fixades per celebrar-se el quart diumenge de maig cada quatre anys.
La votació per a l'assemblea local es basa en el sufragi universal, que comprèn tots els nacionals més grans de divuit anys, empadronats i residents al municipi de Ripoll i en ple ús dels seus drets polítics, així com els ciutadans europeus residents no nacionals i a aquells el país d'origen dels quals permeti als ciutadans espanyols votar a les seves pròpies eleccions en virtut d'un tractat. Els regidors es trien mitjançant el mètode D'Hondt i una llista tancada de representació proporcional, i s'aplica a cada ajuntament una barrera electoral del cinc per cent dels vots vàlids, que inclou els vots en blanc.

## Candidatures
El 30 d'abril del mateix any, la Junta Electoral de Zona de Puigcerdà van proclamar-se les 6 candidatures oficials per Ripoll en el Butlletí Oficial de la Província de Girona.
1. Junts per Ripoll (JxCAT - JUNTS)
2. Esquerra Republicana de Catalunya-Acord Municipal (ERC-AM)
3. Partit dels Socialistes de Catalunya-Candidatura de Progrés (PSC-CP)
4. Alternativa per Ripoll - Cup - Amunt (AxR-CUP-Amunt)
5. Front Nacional de Catalunya (FNC)
6. Som Catalans (SOM CATALANS)

### Constitució de les meses
En aquell moment, Ripoll tenia una població de 10.641 habitants, dels quals 7.980 persones van ser cridades a votar a una de les urnes de les 13 meses que es van constituir en algun dels col·legis electorals de Ripoll.

### Participació
La participació en aquestes eleccions va ser de 67,4%, el qual cosa implica que un total de 5.378 ciutadans del municipi van decidir exercir el seu dret al vot.
A continuació, es presenta una taula amb els percentatges de participació registrats a diferents hores del dia de les eleccions:
| Hores              | Total |
| ------------------ | ----- |
| Participació (14h) | 35,3% |
| Participació (18h) | 53,5% |
| Participació (20h) | 67,4% |